# Amalia Celia Figueredo
Amalia Celia Figueiredo (também conhecida por Amalia Celia Figueiredo de Pietra, 18 de fevereiro de 1895 – 8 de outubro de 1985) foi uma aviadora argentina. Ela foi a primeira mulher na Argentina e, possivelmente, na América Latina, a obter uma licença de pilotagem.

## Reconhecimento
No dia 1 de outubro de 1964, o quinquagésimo aniversário de ela ter obtido a licença, o Ministério da Aeronáutica concedeu a Figueredo a designação honorária de piloto Militar. Em setembro de 1968, as suas conquistas foram reconhecidas pelo Uruguai, e em novembro de 1968 o Brasil condecorou-a com o grau de Grande Oficial da Ordem de Mérito. Em 21 de janeiro de 1970, foi-lhe dado o título de Precursora de la Aeronáutica Argentina. Em setembro de 1971, ela foi reconhecida como uma aviadora pioneira pela França.